# Droga wojewódzka nr 753
Droga wojewódzka nr 753 (DW753) – droga wojewódzka z Woli Jachowej do Nowej Słupi o długości 20 km. Droga znajduje się w całości na terenie powiatu kieleckiego w województwie świętokrzyskim.

## Miejscowości leżące przy trasie DW753
- Wola Jachowa
- Bieliny
- Huta Nowa
- Huta Koszary
- Bartoszowiny
- Trzcianka
- Milanowska Wólka
- Nowa Słupia - obwodnica